# الغسانية (حمص)
الغسانية قرية في منطقة القصير في محافظة حمص في سورية.